# ジョビー・アビエーション S4
Joby S4
Joby Aviation S4（2023年9月撮影）
- 用途：eVTOLエアタクシー
- 設計者：ジョビー・アビエーション
- 製造者：ジョビー・アビエーション
- 初飛行：2018年2月1日（試作機）
- 運用状況：試験飛行中

ジョビー・アビエーション S4（英語: Joby Aviation S4）またはJoby S4は、アメリカのジョビー・アビエーション社が開発、製造した高速、低騒音のエアタクシーサービス向けのeVTOL（電動垂直離着陸機）である。 

## 概要

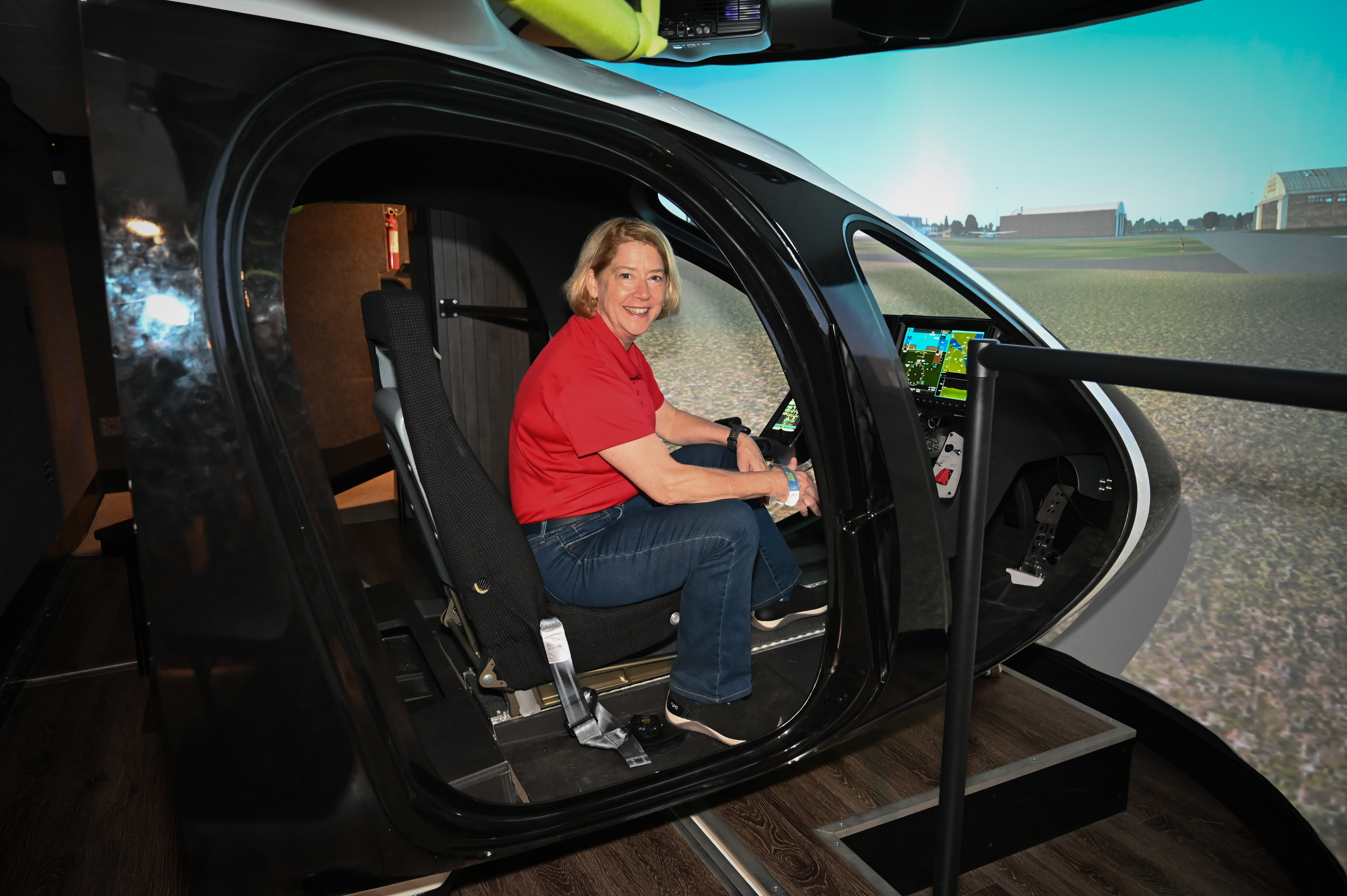
EAAエアベンチャーのジョビー・アビエーションでの展示された機体（2022年7月29日）

2009年に設立されたジョビー・アビエーション社は、CEO兼チーフエンジニアのジョーベン・ビバートによって設立されたカリフォルニア州サンタクルーズとサン・カルロスにあるベンチャー支援のスタートアップ航空宇宙企業である。

## 歴史
同社は、ヘリコプターと小型飛行機の要素を組み合わせて、高い信頼性、ゼロ・エミッション、高速飛行、静粛性能、運用コストおよび保守コストの削減、強化された安全機能などの利点を提供する。以前のプロジェクトには、Joby S2、Joby Lotus、Joby Monarch が含まれる。Joby S4の機体の開発は、比較的秘密裏にされてきたが、それはJoby S2の設計から派生したものである。
- 2015年8月にNASAエイムズ研究センターで開催された「第2回AHS Transformative Vertical Flight Workshop」で、いくつかのJoby S4のコンピューター画像が発表された[1]。

- 2019年1月29日にバーチカルフライト協会（英語版）で開催された「第6回eVTOLシンポジウム」で、Jobyは、実物大デモ機のテスト飛行の初期性能の詳細を明らかにした。「サブスケールおよびフルスケールのデモンストレーターの飛行に成功した」と述べ、S4について次の詳細を提供した[1]。
  - CS-23認証要件を超える安全性保証
  - 統合飛行制御 – 非常にシンプルな車両操作(SVO)
  - すべての電気CTOL / VTOL
  - 322キロメートル毎時 (200 mph)の巡航速度
  - 150マイルの範囲(241 km)
  - ヘリコプターの100倍静か

- 2020年1月15日には、Joby S4 eVTOL機のフルスケール写真と、機体や用途、会社に関する追加スペックを公開した[1]。
  - 1月22日に開催された「第7回eVTOLシンポジウム」では、創業者のジョーベン・ビバートが基調講演を行い、会社の歴史とエアタクシーの開発についての見解を述べた。
  - 4月27日に開催された「US Air Force Agility Prime Launch Event」で、ジョビー・アビエーション会長のポール・シアラ（英語版）は、過去5年間の飛行試験のハイライトを提供し、サブスケールモデル、4人乗り第1世代航空機、そして現在FAA型式認証プロセスを進めている5人乗り第2世代航空機の飛行試験の状況を紹介した。
  - 7月17日の eVTOL.com[2] の記事では、7月7日に、第2世代Joby S4がサンタクルーズからモントレー郡南部の米陸軍駐屯地フォート・ハンター・リゲットまでヘリコプターによる空輸の詳細が説明されている。
  - 9月25日の Aviation Week[3]の記事には、飛行中の航空機の最初の写真が含まれ、4人乗りサイズの初代無人試作機を「1.0」、5人乗りサイズの2機目を「2.0」または「第2世代」と改めて呼んでいる。
  - 10月、Joby S4エアタクシー2.0の詳細と図面を追加し、多数の特許を出願した。
  - 11月23日、Forbes.com[4]がビバートとJobyに関する2つの記事を掲載し、これに伴い、ジョビー・アビエーション社はウェブサイトを更新し、完全移行中（無人）のものを含む、飛行中の航空機の写真を多数掲載した。
  - 12月8日、ジョビー・アビエーションは「Uber Elevate」を買収し、両社がそれぞれのサービスを互いのアプリに統合し、将来の顧客のために地上旅行と空の旅のシームレスな統合を可能にすることを発表した。

## 設計と開発
ジョビー・アビエーションのJoby S4エアタクシー2.0 は、固定翼とVテールの両方にある6つの傾斜プロペラを使用する5人乗りeVTOL (パイロット1人、乗客4人) のベクタースラスト機である。モーターナセル全体を含めて4枚のプロペラが上下に傾動し、そのうち2枚のプロペラはリンク機構により上下に傾動する。航空機は、壮観な景色を望む大きな窓を備えた非常にモダンで未来的なデザインを持ち、三輪車タイプの格納式車輪付き着陸装置を備える。同社によると離着陸の騒音はヘリコプターの100分の1で、静かであると報告している。
分散電気推進 (DEP) システム（NASAのLEAPTechデモンストレーションで活用）は、航空機の速度を322キロメートル毎時 (200 mph)まで引き上げることができ、リチウムニッケルコバルトマンガン酸化物電池を動力源とし、航続距離241キロメートル (150 mi)を提供する。VTOLから水平飛行への移行時は、パイロットの負担を軽減するため、統合飛行制御システムを採用している。
eVTOL航空機のDEPシステムは、通常の風や突風の状況での航空機の安定性の向上、航空機の静粛性、排出ガスの削減、軽量化、信頼性の向上、運用コストの削減、コンパクト化、起動・停止による遅延を減らし効率の向上、乗客への冗長化による安全性など多くのメリットを提供する。1つまたは2つのモーターまたはプロペラが故障した場合でも、他の動作中のプロペラが機体を安全に着陸させること可能である。
。
ブルームバーグニュースのデモンストレーションで、Joby S4は、垂直離陸、24.1キロメートル (15.0 mi)のコースに沿った15分間の飛行、および制御された着陸を含む有人試験飛行を完了した（飛行は 2017 年初頭に行われた）。

## 日本での展開
ジョビー・アビエーションは、ANAホールディングスと日本での事業展開に関して提携し、Joby S4エアタクシー2.0 による「空飛ぶクルマ」運航事業への参入を予定。2025年日本国際博覧会を起点に関西圏での運航サービス開始を目指している。

## 技術データ
| 仕様       | Joby S4 "1.0"                              |
| ---------- | ------------------------------------------ |
| パイロット | 1名                                        |
| 乗客       | 4名                                        |
| 全長       | 6,40 m                                     |
| 全幅       | 11,60 m                                    |
| 全高       |                                            |
| 重量       | 1,815 kg                                   |
| ペイロード |                                            |
| 巡航速度   |                                            |
| 最高速度   | 322 km/h(330 km/h)                         |
| 上昇限度   | 3,048 m                                    |
| 航続距離   | 241.4 km                                   |
| プロペラ   | チルトプロペラ x 6基                       |
| モーター   | 高性能電気モーター x 6個                   |
| 電源       | リチウムニッケルコバルトマンガン酸化物電池 |
| 安全機能   | 分散型電気推進 (DEP)                       |